# El Burgo de Osma
Pour les articles homonymes, voir Burgo.
El Burgo de Osma est une ville d'Espagne située dans la communauté autonome de Castille-et-León. C'est la 3e ville de la province de Soria pour la population et la capitale de la comarque des Tierras del Burgo.
Située au bord de la rivière Ucero, El Burgo de Osma comptait 5166 habitants en 2023.
El Burgo de Osma est le siège d'un évêché catholique, le diocèse d'Osma-Soria.

## Histoire
Le peintre de la Renaissance Juan Soreda y travailla dans les deux premières décennies du XVIe siècle. Il a dû faire son apprentissage dans cette région et se former au contact de Pablo de San Leocadio, Osona et Yanez dont on retrouve l'influence dans ses œuvres Burgo de Osma et Soria,.

### Le château
Construit entre le Xe et le XIe siècle, puis modifié entre le XIVe et le XVe siècle, le château d'Osma est situé tout près de El Burgo de Osma à un peu plus d'un kilomètre au sud-ouest. Le château est situé sur une colline entre les rivières Ucero et Abión, à proximité de la ville romaine d'Uxama Argaela. On y accède depuis l'une des deux villes..
Entre 2016 et 2020, il a été consolidé et restauré, et des panneaux informatifs expliquant les différents points clés et des passerelles ont été ajoutés pour faciliter la mobilité et la compréhension du site1.

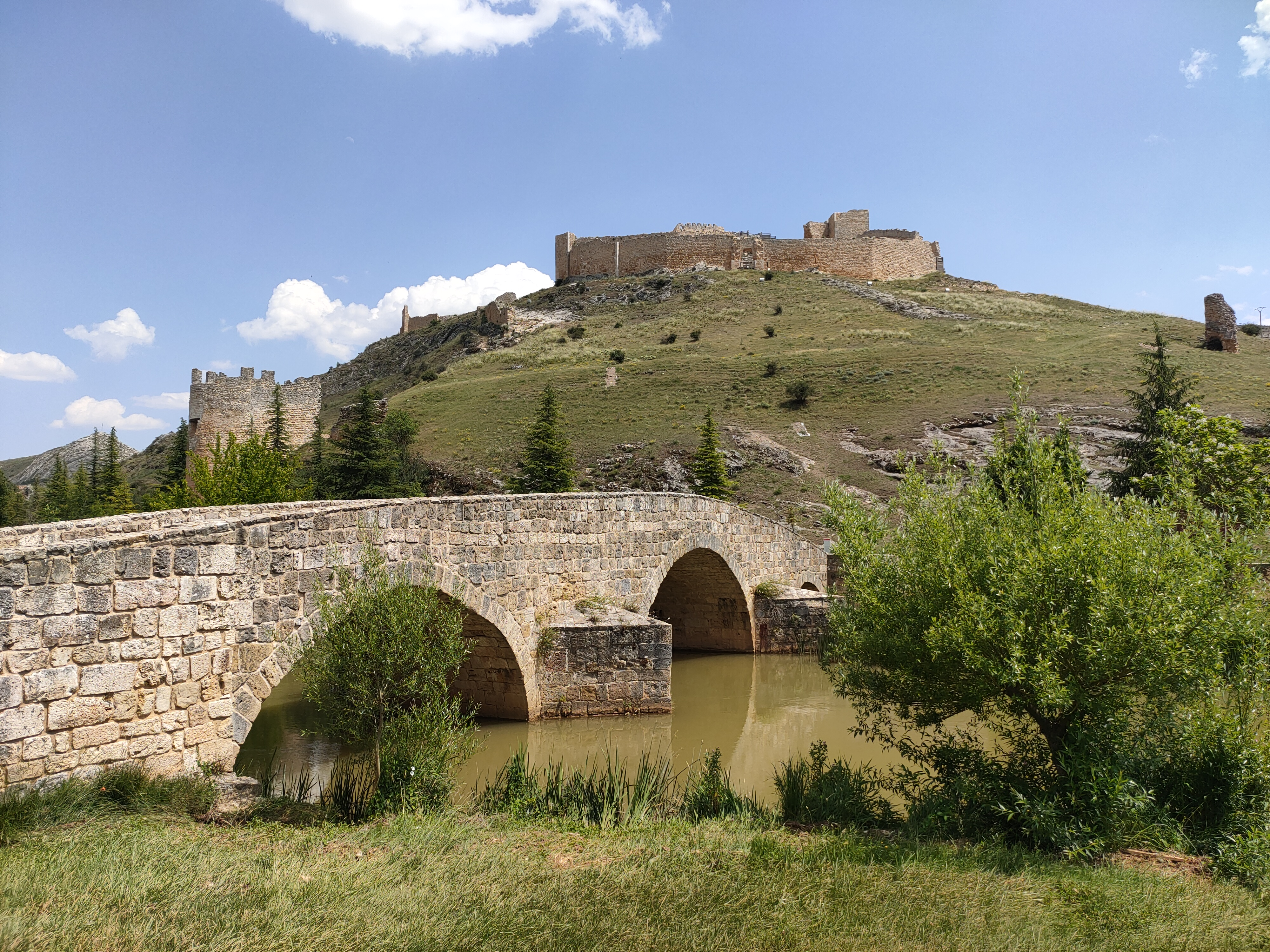
La rivière Ucero et le château de Osma

.

## Jumelages
Soulac-sur-Mer (France) depuis 1988

## Personnalités liées à la commune
- Joaquín de Eleta (1707–1788), né à El Burgo de Osma, franciscain, confesseur de Charles III et évêque d’Osma.